# Afroestricus victus
Afroestricus victus là một loài ruồi trong họ Asilidae. Afroestricus victus được Scarbrough miêu tả năm 2005. Loài này phân bố ở vùng nhiệt đới châu Phi.